# Шелешпанский, Фёдор Андреевич
Князь Фёдор Андреевич Шелешпанский — московский дворянин и воевода во времена правления Михаила Фёдоровича и Алексея Михайловича.
Из княжеского рода Шелешпанские. Старший сын князя Андрея Ивановича Шелешпанского, упомянутого в 1599—1600 годах первым воеводой Царицына и в 1603 году вторым объезжим головой в Москве в Белом городе от Никитской до Неглинной улиц. Имел братьев, князей: Семёна, Тимофея и Якова Андреевичей.

## Биография

### Служба Михаилу Фёдоровичу
В августе 1621 года был зачислен в Костромскую четверть с окладом в 20 рублей. В начале 1630-х годов, неизвестно почему, на него наложена опала и он сослан в Сибирь вместе с братом Семёном в город Тобольск и только в июле 1633 года князя Фёдора Шелешпанского «с женою и с детьми и с его людьми указано отпустить из Сибири из Тобольска в Казань и там дать ему двор». В январе 1634 года прощён и ему дозволено вернуться в столицу, куда и прибыл в марте. В 1636—1640 годах в Боярской книге показан московским дворянином. В 1636-1637 годах воевода в Царёвококшайске. В 1640 году воевода близ Лихвина у Селасновской засеки. В 1644 году проводил инспекцию приказа Большого прихода.

#### Служба Алексею Михайловичу
В 1645—1648 годах первый судья Холопьего приказа. В апреле 1647 года дневал и ночевал на государевом дворе во время богомольных поездках Государя в село Покровское и Николо-Угрешский монастырь. В январе 1648 года на бракосочетании царя Алексея Михайловича с Марией Ильиничной Милославской семнадцатый в свадебном поезде, шёл за санями царицы и некоторое время был среди её приближённых. В 1650 году сопровождал царицу на богомолье в Троице-Сергиев монастырь. В мае 1654 года упомянут судьёю у бояр в государевом полку в походе против Речи Посполитой во время русско-польской войны.
От брака с неизвестной имел сыновей: московский дворянин (1658—1677) — князь Иван Фёдорович и стряпчий (1658—1676), а потом московский дворянин (1681) — князь Владимир Фёдорович.

## Критика
В «Русском биографическом словаре» А. А. Половцева перепутана воеводская служба отца, князя Андрея Ивановича в Царицыно и приписана данному князю Фёдору Андреевичу. В этом же источнике служба первого судьи в Холопьем приказе приписана не упомянутому в родословных книгах сыну князя Фёдора Андреевичу — князю Андрею Фёдоровичу.